# Peter Schneck (Mediziner)
Peter Johannes Schneck (* 13. Oktober 1936 in Dresden; † 2. April 2018) war ein deutscher Mediziner und Medizinhistoriker. Er erforschte die Geschichte der Frauenheilkunde, Sozialmedizin und Sozialhygiene inklusive der Geschichte der Eugenik.

## Leben
Schneck war der Sohn von Wilhelm Ernst Schneck und Dora Hildegard Schneck (geb. Medak).
Nach dem Abitur in Dresden begann Schneck 1955 ein Medizinstudium an der Universität Leipzig, das er 1959 an der Universität Greifswald abschloss. Dort wurde er 1962 zum Dr. med. promoviert.
Von 1965 bis 1970 absolvierte Schneck eine Ausbildung zum Facharzt für Gynäkologie und Geburtshilfe an der Medizinischen Akademie „Carl Gustav Carus“ in Dresden. Im Anschluss praktizierte er als solcher bis 1977 im sächsischen Kamenz, studierte parallel dazu Geschichte und promovierte 1975 an der TU Dresden zum Dr. phil.
1977 wechselte er als Assistent ans Institut für Geschichte der Medizin und Ethik in der Medizin der Charité und habilitierte sich dort 1983 mit einer Promotion B zum Dr. sc. med. Im Jahr 1981 studierte er kurze Zeit am Semaschko-Institut in Moskau.
1985 wurde Schneck als Professor an die Universität Greifswald berufen. 1990 kehrte er zurück nach Berlin und übernahm den Lehrstuhl des Instituts für Geschichte der Medizin der Humboldt-Universität Berlin und wurde Direktor des Instituts für Geschichte der Medizin und Ethik in der Medizin der Charité. 2002 wurde Schneck emeritiert.
Schneck und seine Frau Gisela Margarete Leitner (* 1960) hatten drei Kinder.

## Mitgliedschaften
- Gesellschaft für Geschichte der Medizin in der DDR
- Russische Akademie der Naturwissenschaften
- Berliner Gesellschaft für Geschichte der Medizin (stellvertretender Vorsitzender)
- Leibniz-Sozietät der Wissenschaften zu Berlin

## Auszeichnungen
- 1990: Ehrenmitgliedschaft in der Bulgarischen Gesellschaft für Geschichte der Medizin

## Veröffentlichungen (Auswahl)
- Stand und Perspektive der Wasserversorgung in den Landgemeinden des Kreises Fürstenwalde/Spree. Uni Greifswald, 1962 (Dissertation zum Dr. med.).
- Die sozial-medizinischen Aspekte der Lage der Arbeiterinnen in Deutschland im letzten Drittel des 19. Jh. – dargestellt anhand der sozialen und gesundheitlichen Verhältnisse der Fabrikarbeiterinnen in der sächsischen Oberlausitz. TU Dresden, 1975 (Dissertation zum Dr. phil.).
- Zur Geschichte der sozialgynäkologischen Ideen, Projekte und Institutionen in Deutschland während des ersten Drittels des 20. Jahrhunderts. Humboldt-Universität Berlin, 1983, DNB 831090774 (Dissertation B zum Dr. sc. med.).
- mit Kurt Kühn: Robert Ganse. Das Schicksal des Frauenarztes in den Kämpfen seiner Zeit. Hirzel/Teubner, Leipzig 1986, DNB 870327305.
- mit Georg Harig: Geschichte der Medizin. Gesundheit-Verlag, Berlin 1990, ISBN 978-3-333-00465-5.
- mit Hans-Uwe Lammel: Die Medizin an der Berliner Universität und an der Charite zwischen 1810 und 1850. Matthiesen, Husum 1995, ISBN 3-7868-4067-9.